# Irreduzible Markow-Kette
Irreduzibilität ist ein Attribut für diskrete Markow-Ketten, welches vereinfacht aussagt, dass die Kette nicht in mehrere Einzelketten auf Teilmengen des ursprünglichen Zustandsraumes zerlegt (reduziert) werden kann. Irreduzibilität ist neben der Aperiodizität eine der wichtigen Eigenschaften von Markow-Ketten, die für die Konvergenz gegen eine stationäre Verteilung von Bedeutung ist. Da eine Markow-Kette stets durch einen Übergangsgraphen dargestellt werden kann, ist auch der äquivalente Begriff Transitivität gebräuchlich. Vereinfacht bedeutet Transitivität, dass es von jedem Zustand einen Weg in jeden anderen Zustand gibt.

## Definition
Sei {\displaystyle (X_{t}),\;t\in \mathbb {N} _{0}} eine (zeitlich homogene) Markow-Kette auf dem diskreten Zustandsraum {\displaystyle S=\{s_{1},s_{2},s_{3},\ldots \}}.
Dann heißt die Markow-Kette irreduzibel, wenn es für alle {\displaystyle s_{i},s_{j}\in S} ein {\displaystyle n\in \mathbb {N} } gibt, so dass
{\displaystyle P(X_{n}=s_{i}|X_{0}=s_{j})>0}.
Jeder Zustand muss also von jedem anderen Zustand mit strikt positiver Wahrscheinlichkeit erreichbar sein.

### Äquivalente Definitionen
Folgende Aussagen sind äquivalent:
1. Die Markow-Kette ist irreduzibel.
2. Es ist {\displaystyle P(\tau _{ij}<\infty )>0} ist für alle Zustände {\displaystyle i,j}. Dabei ist {\displaystyle \tau _{ij}} die Wartezeit vom Start in Zustand {\displaystyle i} bis zum erstmaligen Erreichen von {\displaystyle j}.
3. Alle Zustände des Zustandsraumes kommunizieren miteinander.
4. Jeder Zustand {\displaystyle i} ist von jedem anderen Zustand {\displaystyle j} aus erreichbar.
5. Es existiert nur eine Kommunikationsklasse.

Ist der Zustandsraum endlich, so lässt sich die Liste erweitern um die folgenden Punkte:
1. Der Übergangsgraph der Markow-Kette ist stark zusammenhängend.
2. Die Übergangsmatrix, welche die Markow-Kette beschreibt, ist irreduzibel.

Manche Autoren definieren zuerst die irreduzibilität einer Teilmenge des Zustandsraumes (auch über die obigen Kriterien) und nennen dann die Markow-Kette irreduzibel, wenn der gesamte Zustandsraum eine irreduzible Menge ist.

### Schwache Irreduzibilität
Außerdem gibt es noch den Begriff der schwachen Irreduzibilität. Eine Markow-Kette heißt schwach irreduzibel, wenn
{\displaystyle P(\tau _{ij}<\infty )+P(\tau _{ji}<\infty )>0} gilt,
wobei {\displaystyle \tau _{ij}} die oben definierte Wartezeit ist.

## Eigenschaften

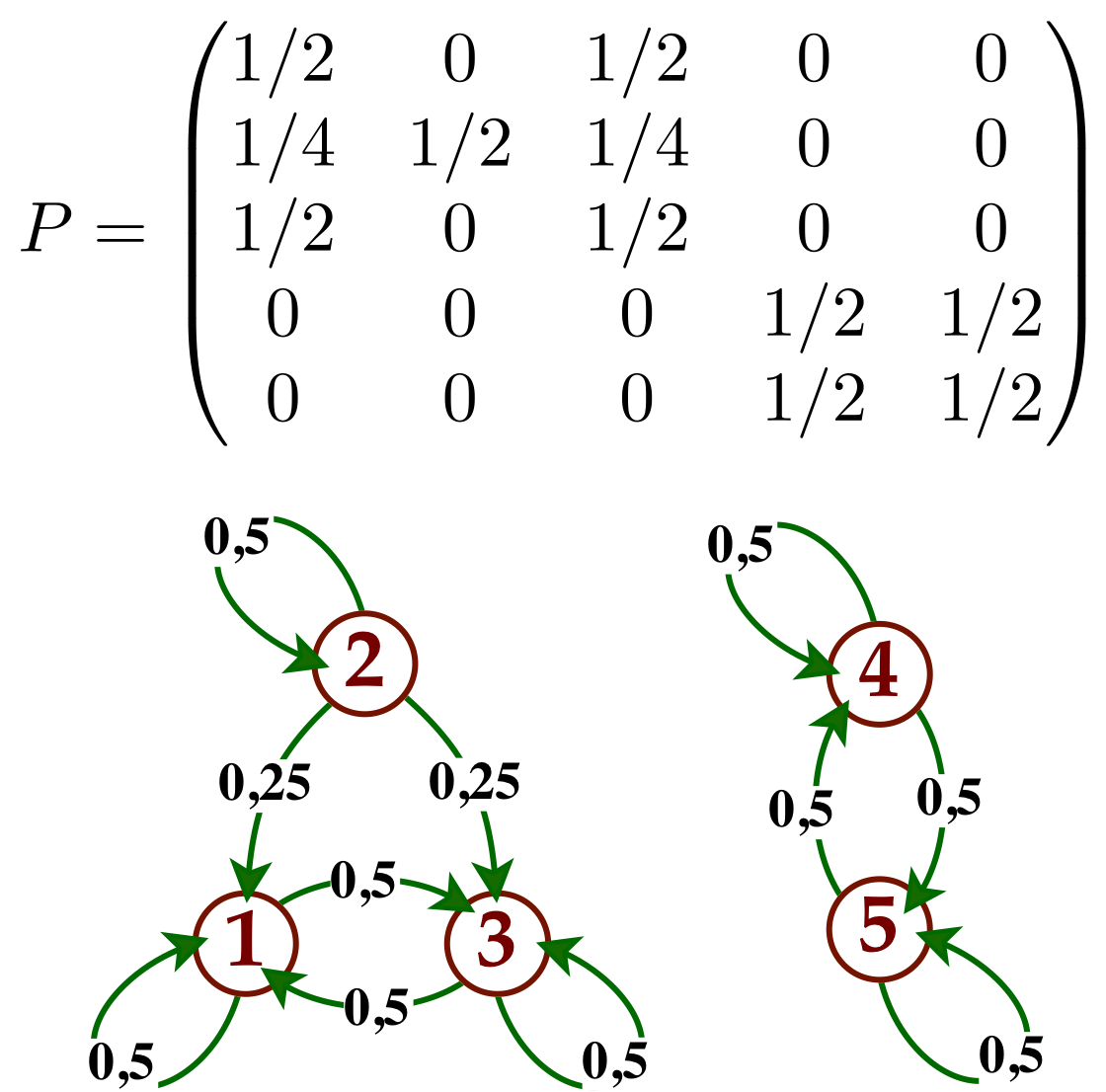
Ein Übergangsgraph mit Übergangsmatrix. Der Graph zerfällt, die Matrix ist reduzibel

- Irreduzible Markow-Ketten sind entweder periodisch oder aperiodisch, da alle Zustände dieselbe Periode besitzen.
- Irreduzible Markow-Ketten besitzen keine absorbierenden Zustände.
- Irreduzible Markow-Ketten sind entweder transient oder rekurrent, da diese Eigenschaft immer bei allen ihren Zuständen zugleich auftritt.
- Ist der Zustandsraum endlich und {\displaystyle M} die Übergangsmatrix der Markow-Kette, dann existiert folgendes Irreduzibilitäts-Kriterium: Existiert ein {\displaystyle n\in \mathbb {N} }, so dass {\displaystyle M^{n}>0} gilt, dann ist die Markow-Kette irreduzibel und aperiodisch. Dabei ist das Größer-Zeichen komponentenweise zu verstehen.
- Im Falle eines endlichen Zustandsraumes folgt aus Irreduzibilität positive Rekurrenz.

## Beispiele
Man betrachte die auf dem Zustandsraum {\displaystyle S=\{1,2,3,4\}} durch die Übergangsmatrix
{\displaystyle M_{1}={\begin{pmatrix}1/2&1/2&0&0\\0&1/2&1/2&0\\0&0&1/2&1/2\\1/2&0&0&1/2\end{pmatrix}}}
definierte Kette.
Diese Kette springt, wenn sie sich im Zustand i befindet, mit 50-prozentiger Wahrscheinlichkeit nach i+1, sonst bleibt sie bei i (ist i=4, springt sie mit 50-prozentiger Wahrscheinlichkeit zurück zu 1). Offensichtlich kann die Kette von jedem Zustand aus innerhalb von drei Schritten zu jedem anderen Zustand gelangen, also sind alle Zustände miteinander verbunden. Diese Markow-Kette ist demnach irreduzibel.
Ein weiteres Beispiel: Betrachte auf demselben Zustandsraum die Matrix
{\displaystyle M_{2}={\begin{pmatrix}1/2&0&1/2&0\\0&1/3&0&2/3\\1/2&0&1/2&0\\0&2/3&0&1/3\end{pmatrix}}}.
Hier gelangt man von Zustand 1 aus nur zu Zustand 3, und von diesem aus auch wieder nur zur 1 zurück. Die Zustände 2 und 4 sind von 1 und 3 aus auch in beliebig vielen Schritten nicht erreichbar und umgekehrt. S zerfällt hier also in die Äquivalenzklassen {\displaystyle \{1,3\}} und {\displaystyle \{2,4\}}. In diesem Beispiel lässt sich die Kette in zwei separate Ketten auf den beiden Äquivalenzklassen und mit Matrizen
{\displaystyle {\begin{pmatrix}1/2&1/2\\1/2&1/2\\\end{pmatrix}}} sowie
{\displaystyle {\begin{pmatrix}1/3&2/3\\2/3&1/3\\\end{pmatrix}}} zerlegen.